# Пращица
«Пра́щица» (церк.-слав. Пра́щица), или «Пра́щица духо́вная» (церк.-слав. Пра́щица дꙋхо́внаѧ), или «Пращи́ца духо́вная» (церк.-слав. Пращи́ца дꙋхо́внаѧ) ― книга против вопросов старообрядцев, сочиненная архимандритом Питиримом в 1717 году, представляет собой ответы Питирима на 240 вопросов старообрядцев. В декабре 1721 года сочинение было напечатано в Санкт-Петербурге, в типографии Александро-Невского монастыря под названием «Пращица».

## История создания
На исходе первого десятилетия XVIII века Петр I обратил особое внимание на нижегородских старообрядцев, которых он стремился присоединить к Православной кафолической греко-российской церкви. Царь выбрал исполнителем своих намерений архимандрита Питирима. Деятельность Питирима была первоначально чисто миссионерская; для обращения старообрядцев он употреблял исключительно средства увещания. В 1716 году Питирим предложил нижегородским старообрядцам провести с ним публичный диспут; для этой цели он сформулировал и отправил своим оппонентам 130 вопросов о вере. В ответ старообрядцы прислали Питириму свои 240 вопросов. Результатом такой деятельности Питирима явились его ответы на 240 вопросов старообрядцев, изданные по повелению Петра I. Книга была напечатана в 1721 году и разослана по церквям для всеобщего употребления. Синайский пишет о том, что Питирим в своей книге «Пращица» для убеждения старообрядцев пользовался неблаговидным приёмом, ссылаясь на подложный документ «Соборное деяние на еретика Арменина, на мниха Мартина». Подложность «Соборного деяния» была основательно, научно и неотразимо очень быстро доказана Андреем Денисовым в 1722 году. По словам А. Опоцкого, «Пращица», опираясь на свидетельства, возбуждавшие сомнения, должна была сильнее укрепить старообрядцев в той мысли, что старообрядческое учение истинное и утверждается на непоколебимых основаниях. Видя неуспех своей миссионерской деятельности, Питирим мало-помалу перешел к принуждению и преследованиям. Его влиянию и советам следует приписать те жестокие меры, которые стали тогда применяться к старообрядцам.

## Издания книги
Первое издание книги было осуществлено в 1721 году в Санкт-Петербурге, в типографии Александро-Невского монастыря, в приложении к Пращице было издано «Соборное деяние на еретика Арменина, на мниха Мартина» с особым счетом листов. В 1726 году книга была переиздана в Санкт-Петербурге, в 1752 году была напечатана в Москве. В 1915 году книга была издана в Москве в типографии товарищества Рябушинских под названием «Пращица духовная Питирима архиепископа Нижегородского и Соборное деяние на Мартина Армянина».
- Пращица. — Санкт-Петербург : Тип. Александро-Невского монастыря, декабрь 1721. — 1 тит. л., 1-410, [3], 1-31 = 445 л.; 2°.
  - Пращица. — 2-е изд. — Санкт-Петербург : Тип. Александро-Невского монастыря, октябрь 1726. — 1 тит. л., 1-11, 1-196, 193—196, 197—410, [3], 1-36 = 465 л.; 2°.
  - Пращица. — Москва : Синодальная типография, 1752. — [896] с.; ― скан в РГБ. ― скан Государственного краевого бюджетного учреждения культуры "Пермская государственная ордена «Знак Почёта» краевая универсальная библиотека им. А. М. Горького
  - Пращица духовная Питирима, архиепископа нижегородскаго и соборное деяние на Мартина Армянина. — Москва : Типография Т-ва Рябушинских, 1915. — [2], 127, [1] с., 410, [3], 31 л. [то есть 509] л.; 4° (28 см).